# عندما يتحدث الأبناء (كتاب)
عندما يتحدث الأبناء كتاب من إعداد "مؤسسة إحياء تراث العلماء الشهداء من آل الشيرازي"، جمعت فيه ثلاثة كتب:
- والدي كتبه محمد الشيرازي عن والده مهدي الشيرازي.
- خواطر عن السيد الوالد كتبه محمد رضا الشيرازي عن والده محمد الشيرازي.
- هكذا كان أبي كتبه محمد حسن الشيرازي باللغة الفارسية عن والده محمد رضا الشيرازي. وقد تُرجم الكتاب إلى العربية ووضعت الترجمة في كتاب عندما يتحدث الأبناء.

وطُبع هذا الكتاب في دار العلوم في بيروت عام 2010 م.